# Vladímir Ukhov
Vladímir Ukhov   (Sant Petersburg, 21 de gener de 1924 - 25 de maig de 1996) fou un atleta rus, especialista en marxa atlètica, que va competir sota bandera de la Unió Soviètica durant la dècada de 1950.
El 1952 va prendre part en els Jocs Olímpics d'Estiu de Hèlsinki, on fou sisè en la prova dels 50 quilòmetres marxa del programa d'atletisme.
En el seu palmarès destaca una medalla d'or en els 50 quilòmetres marxa del Campionat d'Europa d'atletisme de 1954 i el campionat nacional soviètic dels 50 quilòmetres de 1952 i 1954. El 1952 aconseguí el rècord del món dels 50 quilòmetres marxa.

## Millors marques
- 50 quilòmetres marxa. 4h 11' 23" (1956)[1][6]